# Convento de La Trinidad (Málaga)
El convento de La Trinidad, también conocido como convento de San Onofre de Padres Trinitarios Calzados, es un antiguo convento trinitario situado en el distrito Bailén-Miraflores de la ciudad de Málaga, España. 

## Historia

### Antecedentes
Unos sondeos arqueológicos realizados en 2009 revelaron que, bajo el suelo de un solar del convento, se hallaban los posibles restos del campamento real de Isabel La Católica que se sabe que se ubicó en este lugar, conocido entonces como Cerro de la Artillería, durante la conquista de la ciudad en 1487. Francisco Ramírez de Madrid, capitán de la artillería de las tropas castellanas, mandó edificar una ermita advocada a san Onofre, ya que el día de su festividad, el 12 de junio, fueron derribadas las torres que defendían el puente sobre el río Guadalmedina. Junto a la ermita fueron enterrados los soldados que murieron en el asalto. A pesar de que los Reyes Católicos ya habían cedido un convento a los frailes trinitarios que los acompañaban, este fue destruido por un terremoto en 1494. Los frailes entonces solicitaron que se les cediera la ermita de san Onofre y los terrenos colindantes, hecho que fue aprobado.

### Convento
Los monjes se trasladaron y construyeron el convento actual, una edificación del siglo XVI alrededor del cual se originó el barrio de La Trinidad, a extramuros de la ciudad medieval. El primer monje en habitarlo fue Miguel de Córdoba, primo del Gran Capitán. Combina elementos arquitectónicos renacentistas y mudéjares. Destaca su claustro con arcos de medio punto y columnas de mármol. Las dependencias contaban con refectorio, portería, dormitorios, biblioteca, celdas y una zona para novicios. En el exterior se encontraban las oficinas, viviendas para los criados y jornaleros ganaderos, el comedor para el servicio, la cocina, el granero, un cobertizo para el ganado y la panadería, entre otros. También existía una gran huerta con árboles frutales y legumbres. La iglesia conventual contaba con reliquias de santos, una espina de Cristo, un trozo del sudario y un lignum crucis.
Los monjes habitaron en él hasta 1835, cuando la desamortización de Mendizábal les obligó a marcharse y se convirtieron en sacerdotes bajo órdenes del obispo. 

### Cuartel militar
Tras la marcha de los religiosos, el convento sirvió como cuartel del Ejército y la Guardia Civil, aunque la iglesia conventual continuó funcionando durante 16 años más, hasta que en 1853 fue convertida en un forjado, dormitorios y comedor para los militares. Rafael Rodríguez, el sacerdote que había mantenido la iglesia conventual funcionando tras la reconversión del convento, impulsó la construcción de la actual iglesia de la Trinidad, con el mismo nombre, y un convento para las monjas de Nuestra Señora de la Paz; ambos edificios fueron inaugurados en 1862 durante la visita de Isabel II a Málaga.
En el año 1974, los servicios policiales y de seguridad se marcharon del edificio y quedó abandonado desde entonces.

## Rescate de cautivos

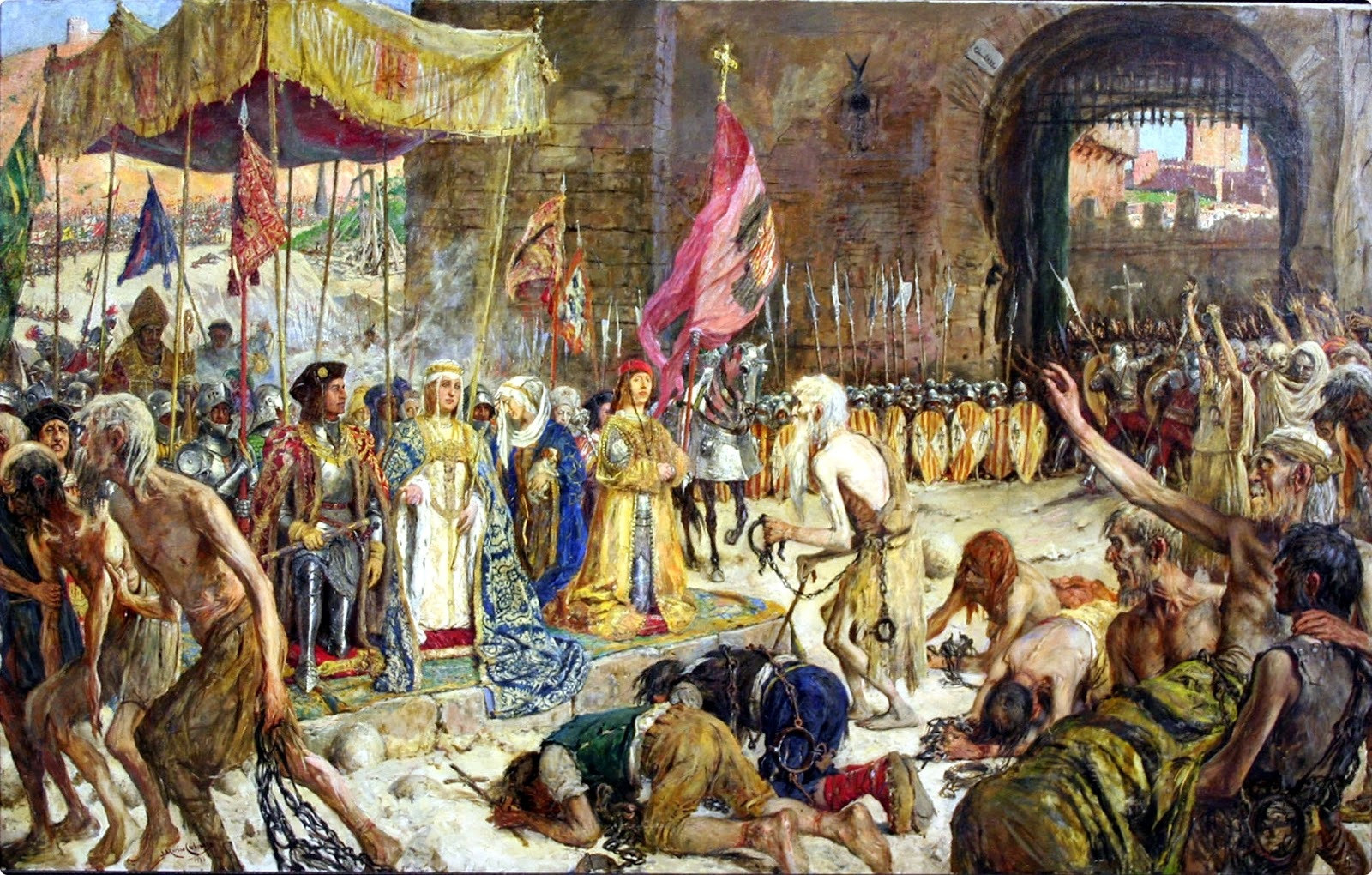
Liberación de los cautivos de Málaga por los Reyes Católicos, pintura de Moreno Carbonero ubicada en el Museo de Málaga que relata la liberación de los cristianos tras la Toma de Málaga

La captura de cristianos en el norte de África y la posterior demanda de un rescate era un hecho común en la época. La mayoría de los bienes dedicados al convento eran para la liberación y redención de cautivos. Por ejemplo, en 1661, se destinaron 300 reales, la tasa más alta de Andalucía, para este cometido, en el que se liberaban a muchos malagueños. Cada vez que llegaba un barco de cautivos al puerto de Málaga, lo primero que hacían era visitar a los trinitarios para agradecer su rescate.

«Cuando el barco era reconocido en las altas mares, las campanas de esta Iglesia (la Catedral) tocaban a vuelo: el pueblo acudía en masa a la playa, y era de ver a los cautivos, que al pisar la tierra, derramando lágrimas, besaban aquel suelo, que ni aun esperanza tenían de volverlo a pisar».
Bonifacio Porres y Ángel García, El Real Convento de la Trinidad de Málaga

Tras la toma de Málaga en 1487 y la liberación de los cristianos, sus grilletes fueron llevados a la iglesia de san Juan de los Reyes en Toledo, donde todavía pueden observarse más de doscientos en el exterior del templo.

## Proyectos de recuperación
El Convento de la Trinidad, propiedad del gobierno andaluz en Málaga, declarado Patrimonio Histórico de España en 1980, se encuentra actualmente en estado de ruina.
En 2006, la Junta de Andalucía anunció que el convento albergaría un museo denominado el Parque de los Cuentos, proyecto descartado en 2011. Ese mismo año se declaró la intención de comenzar las obras para albergar la sede del Instituto Andaluz del Patrimonio Histórico (IAPH), agencia pública dependiente de la Consejería de Cultura de la Junta de Andalucía, aunque este proyecto también fue descartado.
En 2018, se puso en marcha un proyecto para convertirlo en un centro cultural y social, de formación y emprendimiento. También habrá un espacio dedicado a la historia del convento y del barrio, sala de exposiciones y espacios de proyección y ensayo. Del mismo modo, habrá un lugar para la Escuela de Formación Pública de Andalucía, que celebrará talleres y cursos relacionados con las artes escénicas. Estaba previsto que las obras comenzaran a mediados de 2019 para que pudiera inaugurarse un año después.
En octubre de 2019, el alcalde de Málaga Francisco de la Torre Prados anunció la posibilidad de trasladar el Museo Arqueológico al convento de la Trinidad dejando el Museo de Málaga sitio en el Palacio de la Aduana como museo de Bellas Artes